# Sandra Starke
Sandra Starke (Windhoek, 6 novembre 1991) è una calciatrice tedesca, attaccante del RB Lipsia.
Nata in Namibia, come il fratello Manfred, anch'egli calciatore, ha iniziato la carriera con il Turbine Potsdam conquistando, per tre campionati consecutivi e pur raramente utilizzata in prima squadra, il titolo di campione di Germania juniores di categoria, per poi trasferirsi al Friburgo, dove dalla stagione 2013-2014 è schierata nel suo reparto offensivo e durante il campionato 2018-2019 supera le 100 presenze in maglia rossonera.

## Statistiche

### Presenze e reti nei club
Statistiche aggiornate al 27 luglio 2025.
| Stagione               | Squadra                | Campionato             | Campionato | Campionato | Coppe nazionali | Coppe nazionali | Coppe nazionali | Coppe internazionali | Coppe internazionali | Coppe internazionali | Altre coppe | Altre coppe | Altre coppe | Totale | Totale |
| Stagione               | Squadra                | Comp                   | Pres       | Reti       | Comp            | Pres            | Reti            | Comp                 | Pres                 | Reti                 | Comp        | Pres        | Reti        | Pres   | Reti   |
| ---------------------- | ---------------------- | ---------------------- | ---------- | ---------- | --------------- | --------------- | --------------- | -------------------- | -------------------- | -------------------- | ----------- | ----------- | ----------- | ------ | ------ |
| 2010-2011              | Turbine Potsdam        | BL                     | -          | -          | CG              | -               | -               | UWCL                 | -                    | -                    | -           | -           | -           | -      | -      |
| 2011-2012              | Turbine Potsdam        | BL                     | -          | -          | CG              | -               | -               | UWCL                 | -                    | -                    | -           | -           | -           | -      | -      |
| 2012-2013              | Turbine Potsdam        | BL                     | 1          | 0          | CG              | 0               | 0               | UWCL                 | 0                    | 0                    | -           | -           | -           | 1      | 0      |
| Totale Turbine Potsdam | Totale Turbine Potsdam | Totale Turbine Potsdam | 1          | 0          | -               | -               | -               | -                    | 0                    | 0                    | -           | -           | -           | 1      | 0      |
| 2013-2014              | Friburgo               | BL                     | 17         | 6          | CG              | 4               | 2               | -                    | -                    | -                    | -           | -           | -           | 21     | 8      |
| 2014-2015              | Friburgo               | BL                     | 21         | 11         | CG              | 4               | 2               | -                    | -                    | -                    | -           | -           | -           | 25     | 13     |
| 2015-2016              | Friburgo               | BL                     | 21         | 5          | CG              | 3               | 1               | -                    | -                    | -                    | -           | -           | -           | 24     | 6      |
| 2016-2017              | Friburgo               | BL                     | 21         | 3          | CG              | 4               | 1               | -                    | -                    | -                    | -           | -           | -           | 25     | 4      |
| 2017-2018              | Friburgo               | BL                     | 8          | 1          | CG              | 2               | 0               | -                    | -                    | -                    | -           | -           | -           | 10     | 1      |
| 2018-2019              | Friburgo               | BL                     | 21         | 6          | CG              | 5               | 5               | -                    | -                    | -                    | -           | -           | -           | 26     | 11     |
| 2019-2020              | Friburgo               | BL                     | 22         | 5          | CG              | 2               | 2               | -                    | -                    | -                    | -           | -           | -           | 24     | 7      |
| 2020-2021              | Friburgo               | BL                     | 21         | 4          | CG              | 4               | 2               | -                    | -                    | -                    | -           | -           | -           | 25     | 6      |
| Totale Friburgo        | Totale Friburgo        | Totale Friburgo        | 152        | 41         | -               | 28              | 15              | -                    | -                    | -                    | -           | -           | -           | 180    | 56     |
| 2021-2022              | Wolfsburg              | BL                     | 18         | 3          | CG              | 3               | 0               | UWCL                 | 4                    | 0                    | -           | -           | -           | 25     | 3      |
| 2022-2023              | Wolfsburg              | BL                     | 1          | 0          | CG              | 1               | 0               | UWCL                 | 0                    | 0                    | -           | -           | -           | 2      | 0      |
| Totale Wolfsburg       | Totale Wolfsburg       | Totale Wolfsburg       | 19         | 3          | -               | 4               | 0               | -                    | 4                    | 0                    | -           | -           | -           | 27     | 3      |
| 2023-2024              | RB Lipsia              | FB                     | 21         | 2          | CG              | 2               | 1               | -                    | -                    | -                    | -           | -           | -           | 23     | 3      |
| 2024-2025              | RB Lipsia              | FB                     | 13         | 0          | CG              | 1               | 0               | -                    | -                    | -                    | -           | -           | -           | 14     | 0      |
| Totale RB Lipsia       | Totale RB Lipsia       | Totale RB Lipsia       | 34         | 2          | -               | 3               | 1               | -                    | -                    | -                    | -           | -           | -           | 37     | 3      |
| Totale carriera        | Totale carriera        | Totale carriera        | 206        | 46         | -               | 35              | 16              | -                    | 4                    | 0                    | -           | -           | -           | 256    | 62     |

## Palmarès

### Club
- Campionato tedesco: 1

Wolfsburg: 2021-2022
- Coppa di Germania: 1

Wolfsburg: 2021-2022